# Marian Michaliszyn
Marian Michaliszyn (ur. 18 czerwca 1949 w Radzyniu, zm. 5 listopada 2015 w Bydgoszczy) – polski żużlowiec.
Sport żużlowy uprawiał w latach 1971–1978 w barwach klubu Polonia Bydgoszcz, dwukrotnie zdobywając medale drużynowych mistrzostw Polski: złoty (1971) oraz srebrny (1972). 
Startował w eliminacjach młodzieżowych indywidualnych mistrzostw Polski (1972 – XV miejsce w półfinale), eliminacjach indywidualnych mistrzostw Polski (1974 – IX miejsce w ćwierćfinale) oraz w finale turnieju o "Złoty Kask" (1976 – XXIII miejsce w klasyfikacji końcowej).